# احمد الیاسی
احمد الیاسی (انگلیسی: Ahmed Al-Yassi؛ زادهٔ ۳۱ ژوئیهٔ ۱۹۸۸) یک بازیکن فوتبال اهل امارات متحده عربی است.